# Rocco Curcio
Rocco Curcio (Picerno, 12 marzo 1941) è un politico italiano.

## Biografia
Laureato in giurisprudenza, è militante del Partito Comunista Italiano, viene eletto alla Camera dei deputati nel 1979 nella Circoscrizione Potenza-Matera, venendo poi riconfermato anche dopo le elezioni politiche del 1983.
Si dimette dal mandato parlamentare nel giugno 1985, dopo essere stato eletto consigliere regionale in Basilicata, ruolo in cui poi viene rieletto alle elezioni del 1990; dopo la svolta della Bolognina aderisce al Partito Democratico della Sinistra; conclude il mandato in Consiglio regionale nel 1995.
Successivamente è presidente della Commissione regionale dei lucani nel mondo.